# Nine van der Schaaf
Trijntje (Nine) van der Schaaf (Terhorne, 29 april 1882 – Bloemendaal, 16 juli 1973) was een Nederlands onderwijzeres en schrijfster. Ze was een belangrijk vertegenwoordigster van de neoromantiek en het symbolisme. Haar latere werk is realistischer, maar toch altijd met een enigszins sprookjesachtige, dromerige sfeer en vaak doorspekt met haar jeugdherinneringen aan Friesland.
Nine van der Schaaf behoorde tot een opkomende generatie schrijfsters die een psychologisch, maar burgerlijk realisme aanhingen, waaronder Ina Boudier-Bakker, Top Naeff en Marie Metz-Koning, die door sommige mannelijke tijdgenoten, zoals Menno ter Braak, nogal laatdunkend schrijfsters van "damesromans" werden genoemd. Nine van der Schaaf was van deze op een hoop geveegde schrijfsters duidelijk onafhankelijker en minder burgerlijk dan vele anderen.

## Werken
- Santos en Lypra (1906), Versluys, Amsterdam, 229 blz.[1]
- Amanië en Brodo (1908), Maas & Van Suchtelen, Amsterdam, II, 203blz[2]
- Poëzie (1919), uitgave: Mees, Voorschoten, 77 blz.[3]
- Friesch dorpsleven uit een vorige tijd (1921), C.A. Mees, Santpoort, 172 blz.[4]
- Naar het onzichtbare (1929), (poëzie), C.A. Mees, Santpoort, 87 blz,[5]
- De uitvinder (1932), uitgave: Querido, Amsterdam, roman, 192 blz.,[6]
- Heerk Walling, Wereldbibliotheek N.V., Amsterdam (1936) [Herdruk van Friesch dorpsleven uit een vorige tijd, 1921][7]
- De liefde van een dwaas (1937), Querido, Amsterdam, 234 blz.,[8]
- Leven van Karel de Stoute (1938), Querido, Amsterdam, 199 blz.[9]
- Droom de geleider (1942), uitgave: West Friesland, Hoorn, 213blz,[10]
- De reis van Job, (1944) Querido, Amsterdam, roman, 188 blz.[11]
- Droomvaart (1943), uitgave:A.A.M. Stols, Atlantis-serie nr.10, 45p, oplage 400 exx.[12]
- Een vrouw van de Vlecke (1947), roman, uitgave: F.G. Kroonder, 214 blz.[13]
- Eveline, G.A. van Oorschot, Amsterdam, (1948), 177 blz,[14]
- In de stroom, G.A. van Oorschot, Amsterdam, (1956)], autobiografische schets,[15]
- De tovenaar, G.A. van Oorschot, Amsterdam, 1957, 138 blz.[16]